# Mantas Ruikis
Mantas Ruikis (28 de junio de 1985, Klaipėda) es un jugador de baloncesto profesional de nacionalidad lituana.

## Biografía
Se formó como jugador en el club de su ciudad natal, el KK Neptūnas que participaba en la máxima categoría del baloncesto lituano, la LKL equipo en el que permaneció hasta que en la temporada 2005/06 ficha por el BC Šiauliai de la misma categoría.
En la temporada 2008/09 el jugador firma un contrato temporal por un mes con el CB Valladolid de la liga LEB Oro española. El club vallisoletano decide no seguir contando con sus servicios una vez vencido el acuerdo inicial por lo que en noviembre el jugador se queda sin equipo. A finales de enero de 2009 el jugador firma un contrato hasta el final de la temporada con el Cáceres 2016 también de la LEB Oro.
Ruikis ha sido internacional en las categorías inferiores de la selección de baloncesto de Lituania. En 2005 consiguió hacerse con la medalla de plata en el Eurobasket sub 20 de Moscú.

## Trayectoria deportiva
- 2002/05 KK Neptūnas. LKL.  Lituania
- 2005/08 BC Šiauliai. LKL.  Lituania
- 2008 CB Valladolid. LEB Oro  España
- 2009 Cáceres 2016 Basket. LEB Oro  España
- 2009/10 KK Arvi-Sūduva. LKL.  Lituania
- 2010 Association Sportive Cail Denain Voltaire Porte Du Hainaut. NM1.  Francia
- 2010/12 KK Neptūnas. LKL.  Lituania
- 2012/13 Pieno Zvaigzdes Pasvalys. LKL.  Lituania
- 2013/16 Saint-Chamond Basket. NM1.  Francia
- 2016/  Union Basket Chartres Métropole. Pro B.  Francia